# Svartasjö (Vrå socken, Småland)
Svartasjö är en sjö i Ljungby kommun i Småland och ingår i Lagans huvudavrinningsområde.